# Byliśmy żołnierzami
Byliśmy żołnierzami (ang. We Were Soldiers) – amerykański film wojenny z 2002 roku, pokazujący pierwszą większą bitwę stoczoną przez Amerykanów podczas wojny wietnamskiej w dolinie Ia Đrăng w 1965 r. Scenariusz powstał na podstawie książki Were Soldiers Once... And Young autorstwa podpułkownika Harolda Moore'a, będącego wtedy dowódcą operacji, oraz reportera Josepha L. Gallowaya.

## Obsada
- Mel Gibson – Podpułkownik Harold Moore
- Madeleine Stowe – Julia Compton Moore
- Greg Kinnear – Major Bruce "Snakeshit" Crandall
- Sam Elliott – Sierżant Basil L. Plumely
- Keri Russell – Barbara Geoghegan
- Chris Klein – Porucznik Jack Geoghegan
- Barry Pepper – Joseph Galloway
- Forry Smith – Sierżant Carl Palmer
- Bellamy Young – Catherine Metsker
- Ryan Hurst – Sierżant Ernie Savage
- Jsu Garcia – Kapitan Tony Nadal
- Marc Blucas – Porucznik Henry Herrick
- Blake Heron – Galen Bungum
- Josh Daugherty – Robert Ouellette
- Robert Bagnell – Porucznik Charlie Hastings
- Mark McCracken – Kapitan Ed Freeman
- Clark Gregg – Kapitan Thomas Metsker
- Sloane Momsen – Cecile Moore
- Dylan Walsh – Kapitan Robert Edwards
- Jon Hamm – Kapitan Matt Dillon
- Vincent Angell – Kapitan Robert Carrara
- Jim Grimshaw – Major Generał Henry Kinnard
- Desmond Harrington – Bill Beck
- Forry Smith – Sierżant Carl Palmer
- Matthew Lang – Porucznik John Arrington

## Fabuła
Jest początek 1954 roku w Indochinach. Oddział francuski ma za zadanie patrolowanie drogi w Wietnamie. Żołnierze są już mocno zmęczeni i wyczerpani, znużeni długim marszem i panującym tam upałem. Wielu z nich marzy już tylko o jednym, aby jak najprędzej opuścić ten kraj. Nagle padają strzały i w jednej chwili ze spokojnego patrolu rejon przemienia się w piekło. Z wszystkich stron z porastających okolicę wysokich i bujnych traw atakują kolumnę Francuzów żołnierze Việt Minhu.
Mimo że żołnierze z Europy bronią się dzielnie, napastników jest zbyt wielu. Giną jeden po drugim od kul, pocisków i odłamków eksplodujących granatów. Wkrótce jest już po bitwie, ranni na próżno liczą na litość. Wietnamczycy nie biorą jeńców.
Dekadę później nowym przeciwnikiem wietnamskich żołnierzy zostaje wojsko Stanów Zjednoczonych. Potężne państwo zaangażowało się w konflikt na Półwyspie Indochińskim. Do Wietnamu wyrusza 7 pułk kawalerii. Wsławił się w bojach na wielu frontach. Pierwszym batalionem jednostki dowodzi podpułkownik Hal Moore. Przez wiele miesięcy szkolił on swoich żołnierzy w celu wykorzystywania najnowocześniejszego sprzętu wojskowego. Żołnierze wierzą, że są elitą amerykańskich wojsk i nie mogą doczekać się pierwszego zadania, pierwszej walki. Nie zdają sobie jednak sprawy z tego, jak groźny jest to przeciwnik.
Pierwszy rozkaz i pierwsze zadanie – oddział Moore`a wyrusza na poszukiwanie wroga w dolinie Ia Đrăng. Okazuje się, że Amerykanie lądują tuż obok bazy dywizji północnowietnamskiej. W liczbie 400 żołnierzy zostają oni otoczeni i odcięci przez ponad pięciokrotnie liczniejszą jednostkę wroga. Rozpoczyna się krwawy bój. W ciągu następnych 3 dni Amerykanie zmuszeni są walczyć o swoje życie w pierwszej bitwie wojny wietnamskiej.
Tysiące kilometrów od Wietnamu, w USA, żony dowiadują się z telegramów, że zostały wdowami. Inne z niepokojem i niepewnością oczekują na szczęśliwy powrót swoich mężów do domu.